# Дієгу Морейра
Дієгу Мануел Жадон да Сілва Морейра (порт. Diego Manuel Jadon da Silva Moreira; нар. 6 серпня 2004, Льєж) — португальський футболіст, вінгер клубу «Челсі». На умовах оренди грає за французький «Ліон».

## Клубна кар'єра
Дієго Морейра народився в Льєжі, де його батько, гравець збірної Гвінеї-Бісау Алмамі Морейра, тоді грав за місцевий «Стандард». Зі сторони матері Дієго є онуком Гельмута Графа, німецького футболіста, який також грав за цей клуб з 1976 по 1982 рік.
Дієгу також став займатись у футбольній академії «Стандарда», але у серпні 2020 року перейшов до академії лісабонської «Бенфіки». У сезоні 2021/22 у складі юнацької команди «Бенфіки» виграв Юнацьку лігу УЄФА.
13 травня 2021 року дебютував в основному складі «Бенфіки» у матчі португальської Прімейра-ліги проти клубу «Пасуш де Феррейра» (2:0).

## Кар'єра у збірній
У Морейри подвійне громадянство — бельгійське та португальське. На початку 2019 року він провів два матчі за збірну Бельгії до 15 років.
У серпні 2019 року дебютував за збірну Португалії до 15 років. Надалі виступав за збірні Португалії до 16, до 18 і до 19 років.

## Титули і досягнення
- Чемпіон Португалії (1):

«Бенфіка»: 2022-23
- Переможець Юнацької ліги УЄФА (1):

«Бенфіка»: 2021-22